# Анфлераж
Анфлера́ж  або мацера́ція — спосіб отримання ефірних олій надзвичайно високої якості, оснований на принципі поглинання ароматичних компонентів вищими жирами (холодний анфлераж).
Метод анфлеража полягає в тому, що ароматичні олії, які випаровуються з квітів поглинаються чистим і без запаху свинним або яловичим жиром нанесеним на скло або тканину. По мірі псування квіти заміняються свіжими. Отримана після цього ароматизована помада в подальшому обробляється розчинниками, які виділяють ефірні олії в чистому вигляді.
В промисловості цей спосіб практично не використовується, оскільки він є дуже тривалим та дорогим.
Спосіб використовувався для видобування ефірних олій, які чутливі до термічної обробки.